# Dragoste

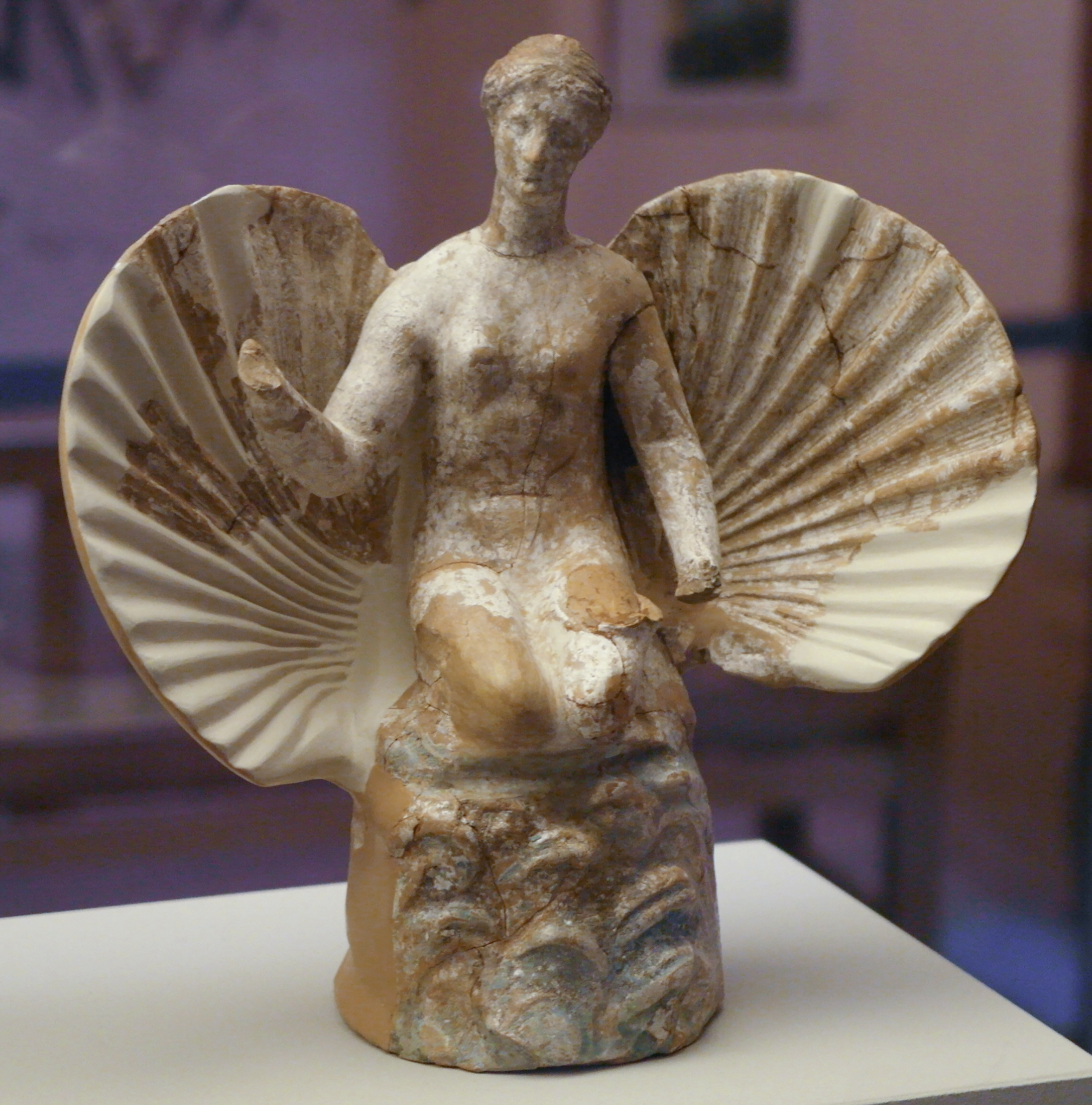
Afrodita este zeița dragostei și pasiunii în mitologia greacă. Fiul său, Eros, este considerat zeul iubirii și sexului.

Dragostea este un sentiment complex, manifestat prin afecțiune puternică. Definirea sa este un demers dificil, cauzat de complexitatea manifestării sale, dar și de diversitatea legăturilor afective cuprinse de acest termen. Dragostea se poate manifesta față de: familie (părinți, copii sau alte rude), prieteni, parteneri romantici, Divinitate, animale, obiecte, patrie, frumos, artă ș.a.m.d. O nevoie importantă a dragostei (care este inclusă uneori în însăși definiția ei) este de reciprocitate – în unele cazuri, aceasta este resimțită de către subiect fără o acțiune fizică a obiectului (de exemplu, în cazul dragostei față de Divinitate, față de obiecte ori diverse concepte neaplicate).  Uneori sexualitatea se asociază cu senzația apropierii reciproce la nivel de sentiment intim între partenerii sexuali numiți și parteneri romantici (prin expresia „a face dragoste” se înțelege a avea o relație sexuală). 
Dragostea interpersonală poate fi platonică, concept prin care se înțelege o afecțiune purificată de gesturi sau dovezi de natură fizică.
Termenul „dragoste” are ca sinonime variantele iubire (sinonim total), amor și libov (parțiale). În afară de „amor” de origine latinească, toate celelalte cuvinte au fost preluate din limbile slave. În timp ce „dragoste” și „iubire” sunt întrebuințate pentru orice categorie a respectivului sentiment, ceilalți termeni vizează numai unele posibilități. Astfel, „libov” poate exista numai între parteneri romantici (termenul mai are și înțelesul de comportare politicoasă), în vreme ce „amor” cuprinde acest înțeles („a face dragoste” se mai poate spune „a face amor”) și pe acela de dragoste pentru artă (amorul artei).

## Tipuri de dragoste
Există numeroase clasificări ale situațiilor de dragoste, în funcție de obiectul vizat. Între cele mai des întâlnite categorii se numără:
- Dragoste de sine, care este confundată adesea cu egoismul
- Dragoste romantică, între parteneri de acest fel. Este asociată frecvent cu sexualitatea iar partenerii romantici pot fi opuși prin sexul biologic (numiți heterosexuali) sau de același sex (homosexuali)

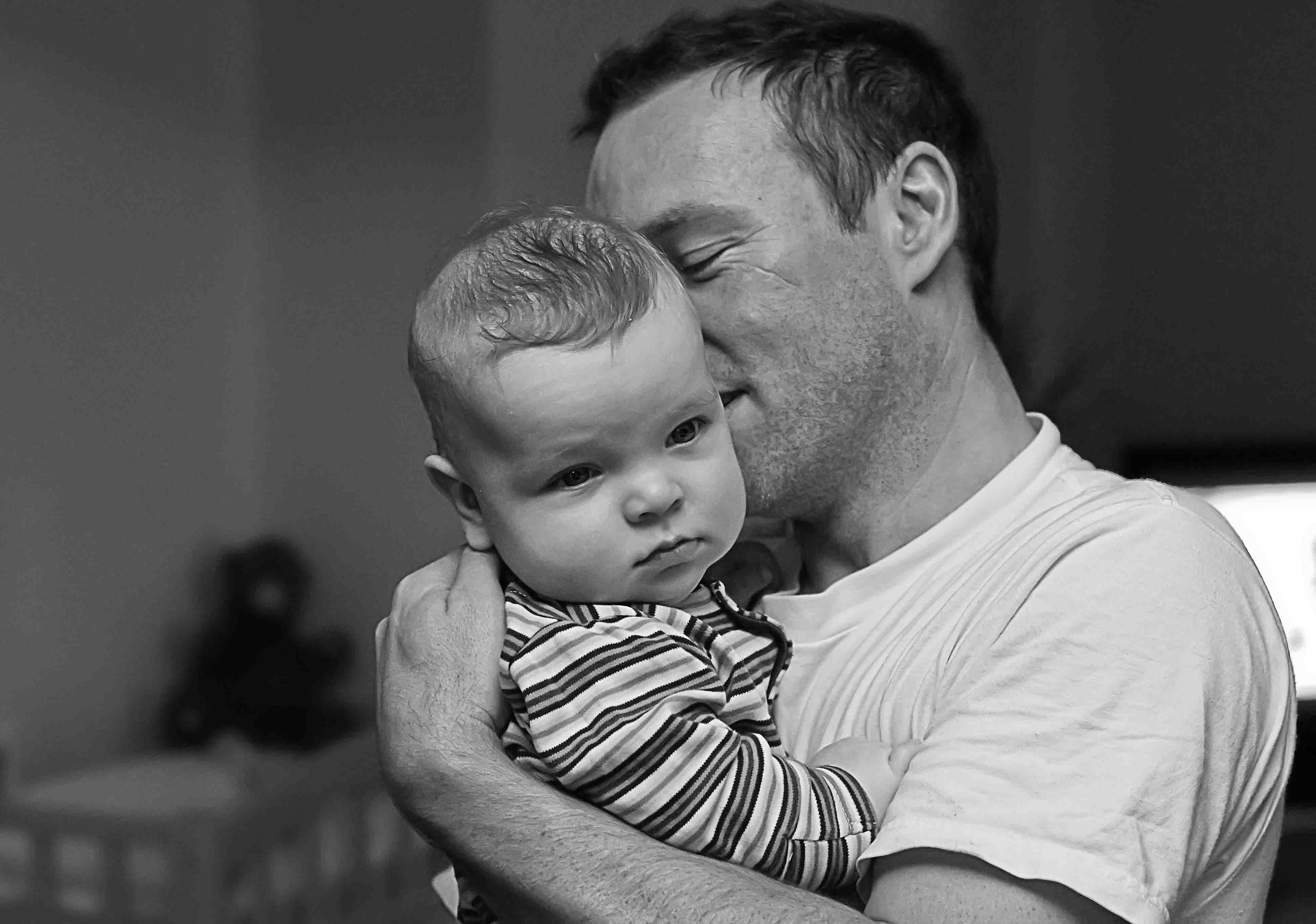
Dragoste părintească

- Dragoste de familie, manifestată între membrii unei familii. Se remarcă prin importanță subtipul dragostei părintești, a părinților față de copiii lor.
- Dragostea față de Divinitate, ce fundamentează în unele religii legătura dintre om și Divinitate. Religia creștină vede o strânsă relație între dragostea față de Dumnezeu și cea față de aproape (prin „aproape” se înțelege mulțimea semenilor, a tuturor oamenilor diferiți de sine, cunoscuți ori nu)
- Dragoste platonică, exprimată de doi oameni ca afecțiune pură, total dezinteresată fizic (material sau prin gesturi)
- Alte tipuri, care nu presupun o reciprocitate vizibilă sau nu așteaptă niciun fel de reciprocitate: dragoste față de natură, plante, animale, patrie (numită patriotism), artă (subiectul ei se numește un iubitor de artă), frumusețe, etc.

## Dragostea sub aspect biblic

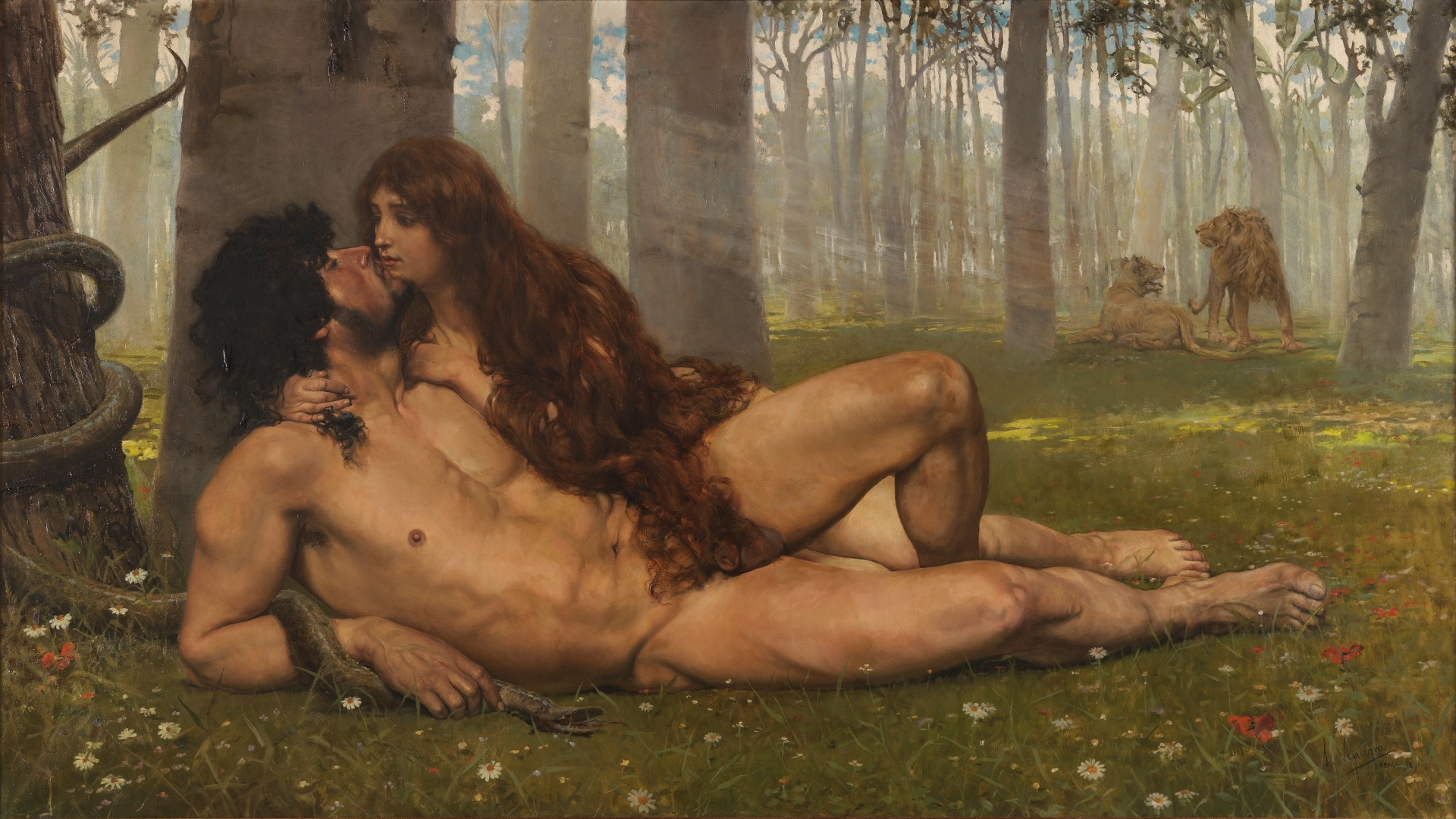
Primul sărut al lui Adam și al Evei (1891) de Salvador Viniegra

Biblia descrie dragostea ca fiind îndelung răbdătoare, plină de bunătate, nu este invidioasă, nu se laudă, nu se mândrește, nu se poartă necuviincios, nu caută folosul său, nu se mânie, nu se gândește la rău, nu se bucură de nelegiuire, ci se bucură de adevăr, acoperă totul, crede totul, nădăjduiește totul, suferă totul, dragostea nu va pieri niciodată (Corinteni 13:4-8).
În Vechiul Testament avem diferite cuvinte pentru a descrie dragostea:
- în ebraică אָהַב , transliterat 'ahav, ca fiind o dorință arzătoare, iubirea între soț și soție, familială (ce include copii, rude, iubirea între părinți și copii), dragostea pentru lucruri (cum ar fi alimente, băuturi, de somn, înțelepciune, natura), iubirea între prieteni,
- un alt cuvânt este אַהֲבָה , transliterat 'ahavah, care înseamnă ca oamenii să iubească numele lui Dumnezeu YHWH (), și dragostea lui Dumnezeu pentru poporul Israel și pentru omenire.
- חָשַׁק , transliterat chashaq, înseamnă a pune împreună, a se alipi, a se atașa foarte tare de cineva, (Geneza 34:8), (Deuteronom 7:7)
- רָחַם , transliterat racham, înseamnă să iubești profund, să ai milă, să fii plin de compasiune, a îndrăgi pe Dumnezeu sau oamenii.
- דּוֹד , transliterat dowd, înseamnă iubirea sexuală()
- עֲגָבָה , transliterat `agabah, înseamnă adulter, lascivitate, imoralitate (Ezechiel 23:3-20).

Ca și în Vechiul Testament, în Noul Testament există diferite cuvinte pentru dragoste:
- în limba greacă, limbă folosită la scrierea Noului Testament, ἀγαπάω și transliterat agapaō înseamnă dragostea necondiționată a lui Dumnezeu pentru omenire (vezi Agape)
- un alt cuvânt este φιλέω transliterat phileo - între prieteni - sentiment de stimă, apreciere, atitudine prietenească, simpatie, atașament reciproc.
- un alt cuvânt este θέλω ce-și are rădăcina în αἱρέω transliterat haireō însemnând a prefera, a alege, a lua ceva din plăcere, a alege prin vot, dorință, scop![1]

## Dragostea sub aspect științific

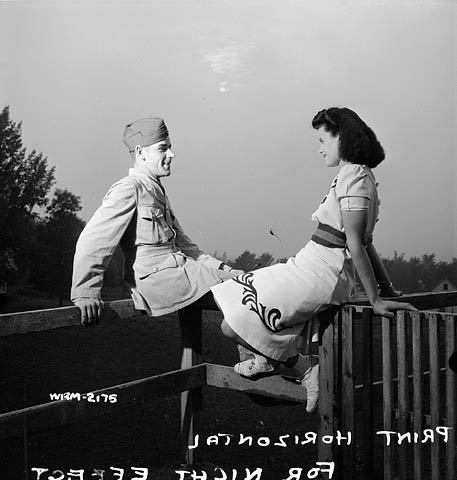
Dating în vremea războiului, 1942

În biologie sau psihologie termenul „iubire” nu este clar definit, tocmai datorită complexității acestui sentiment emoțional. Până în prezent, din punct de vedere științific, s-a ajuns la rezultatele următoare:
- Neurobiologic s-a constatat că intensitatea biocurenților din anumite zone cerebrale devin mai active fără a putea localiza clar un centru nervos al iubirii în creier, acest fenomen este corelat cu modificări biochimice care determină reacțiile biologice care devin tot mai intense, influențând comportamentul, gândirea lucidă.

Astfel se poate vorbi de fenomene neuroendocrine sub coordonarea diencefalului, luând naștere în hipofiză opiate endogene (care determină starea de euforie). Din cadrul substanțelor mesagere a euforiei se pot aminti „dopamina”, „adrenalina” și „substanțele endorfine” care declanșează mai departe o producție de hormoni sexuali ca testosteron crescând apetitul sexual, scăzând nivelul serotoninei (împreună cu adrenalina și noradrenalina sunt „monoamine”, hormonii de stres). Reacții asemănătoare apar în cazuri de îmbolnăvire, ceea ce determină faptul că îndrăgostiții nu mai pot gândi normal (stare de drogare). Din statistici s-a observat că cea mai crescută rată a divorțurilor este după patru ani de căsnicie.
Cercetătorii Universității Chicago susțin că au descoperit regiunea cerebrală responsabilă de deciziile afective. Dragostea este definită drept o stare conștientă, intensă și de durată de uniune cu o altă persoană, iar dorința sexuală ar fi caracterizată drept o stare de scurtă durată orientată spre obținerea plăcerii. Plecând de la această diferențiere, cercetătorii consideră că dragostea este localizată în zona anterioară a cortexului insular, în timp ce dorința sexuală este localizată în zona posterioară.